# Charles Reade
Charles Reade (Ipsden, Oxfordshire, 8 de junio de 1814-Londres, 11 de abril de 1884) fue un novelista y dramaturgo británico de la época victoriana, famoso por su obra El Claustro y El Hogar (The Cloister and the Hearth).

## Primeros años
Charles Reade nació en Ipsden, Oxfordshire de John Reade y Anne Marie Scott-Waring. Asistió al Magdalen College de la Universidad de Oxford, donde obtuvo su B.A. en 1835 y se convirtió en catedrático. Posteriormente, fue decano de artes y vicerrector, obteniendo su grado de D.C.L. en 1847. Su nombre fue inscrito en el Lincoln's Inn en 1836; fue elegido Vinerian Fellow en 1842. Mantuvo su asociación al Magdalen College toda su vida, pero después de obtener su grado, pasó la mayor parte del tiempo en Londres.

## Carrera literaria

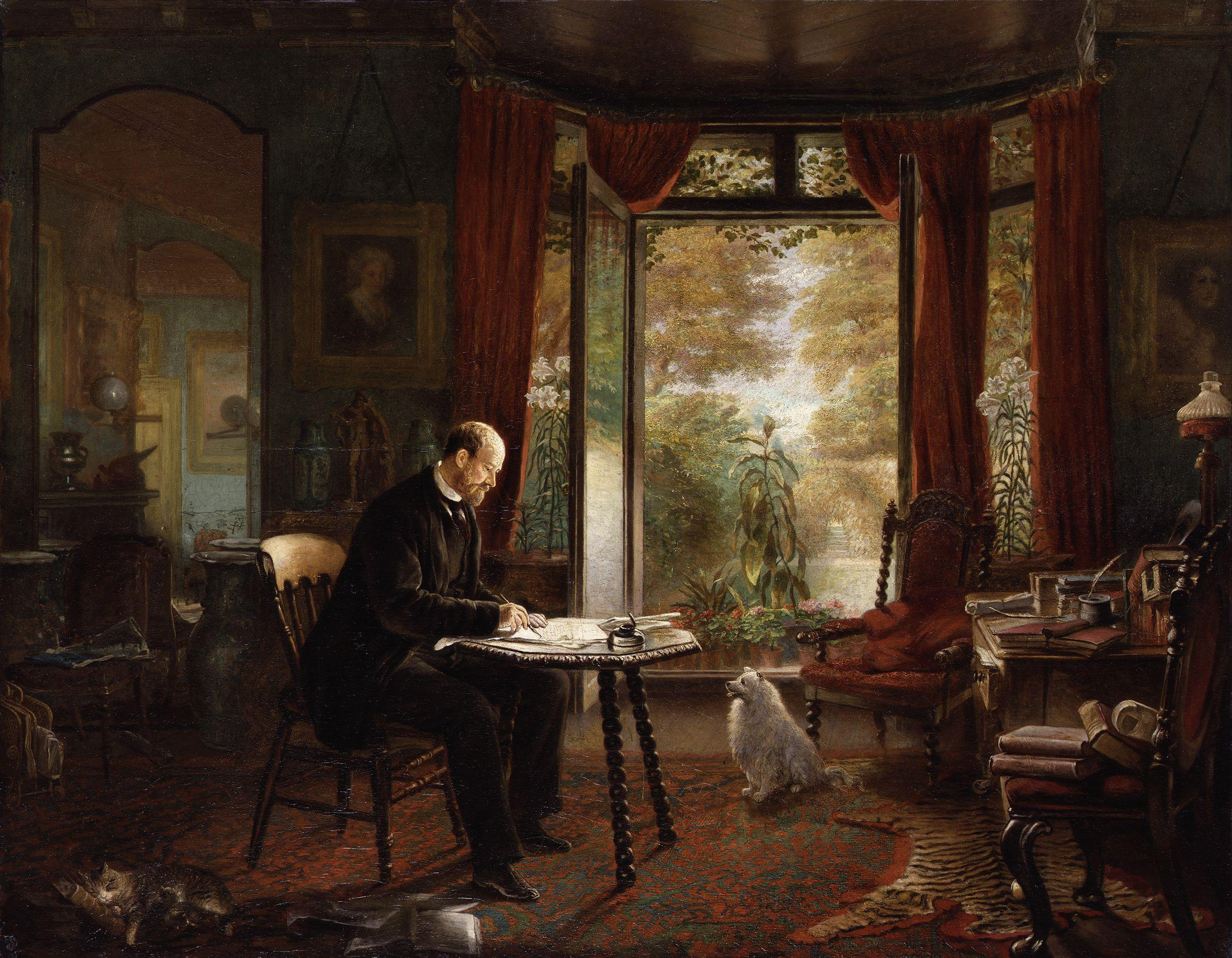
Retrato de Charles Reade escribiendo, por Charles Mercier, circa 1870.

Reade inició su carrera literaria como dramaturgo, e hizo constar tal ocupación como la primera en la descripción de su vida escrita en su lápida. Y es cierto que tuvo pericia en el manejo de los efectos y las situaciones escénicas y no descuidó el diálogo. Su primera comedia, The Ladies' Battle, fue presentada en el Teatro Olímpico en mayo de 1851. Fue seguida por Angela (1851), A Village Tale (1852), The Lost Husband (1852) y Gold (1853). Pero cuando adquirió verdadera reputación fue con la comedia en dos actos Masks and Faces / Máscaras y rostros, escrita a cuatro manos con Tom Taylor. Producida en noviembre de 1852, se extendió luego a tres actos. Por consejo de la actriz Laura Seymour transformó esta pieza en una historia en prosa que apareció en 1853 bajo el título de Peg Woffington. En 1854 escribió de nuevo junto a Tom Taylor Two Loves and a Life y The King's Rival y, por sí mismo, The Courier of Lyons (famosa bajo su posterior título, The Lyons Mail) y Peregrine Pickle. Al año siguiente estrenó Art, más tarde conocida como Nance Oldfield.
En 1856, comenzó su carrera como novelista cuando produjo It Is Never Too Late to Mend / Nunca es demasiado tarde para aprender, una novela escrita con el propósito de reformar los abusos en la disciplina carcelaria y el trato a los criminales, un tema ya denunciado por Charles Dickens en los Papeles del club Pickwick. Benjamin Ifor Evans compara al autor con Émile Zola, pero afirma que se distinguen en que Reade es melodramático y apasionado: "Si bien tenía paciencia para acumular datos, su violencia y sentimiento, exagerados ambos, aparecen demasiado a menudo". La verdad de algunos detalles fue discutida, pero Reade se defendió vigorosamente. Otras cinco novelas siguieron en una rápida sucesión: The Course of True Love never did run Smooth (1857), Jack of all Trades (1858), The Autobiography of a Thief (1858), Love Me Little, Love Me Long (1859) y White Lies (1860), dramatizada como The Double Marriage (1867).  
En 1861, Reade produjo la que sería su obra más famosa, The Cloister and the Hearth / El claustro y el hogar. Es una novela histórica que cuenta las aventuras del padre clérigo del humanista Erasmo de Róterdam, un tema del que había tratado dos años antes en una novela corta de Once a Week. Fue reconocida como una de las novelas históricas más exitosas de su época. Dos años después, en 1863, produjo Hard Cash (originalmente publicado como Very Hard Cash), en la cual llamó la atención sobre los abusos en los asilos psiquiátricos privados. Siguieron otras tres novelas: Foul Play (1869), en la que retrató las inequidades de los buques chatarreros y abrió el camino para las obras de Samuel Plimsoll; Put Yourself in his Place (1870), en la que se ocupó de los sindicatos; y A Woman-Hater (1877), en donde continuó comentando sobre los sindicatos al mismo tiempo que tocaba el tema de las doctoras. The Wandering Heir (1875), de la cual también escribió una versión para el teatro, fue sugerida por el caso Tichborne.
Reade también produjo tres elaborados estudios de carácter: Griffith Gaunt (1866), A Terrible Temptation (1871), A Simpleton (1873). La primera fue, según su opinión, su mejor novela. A intervalos durante su carrera literaria, buscó satisfacer su ambición dramaturga y alquiló un teatro y contrató una compañía para la representación de sus piezas. Un ejemplo de su persistencia fue vista en el caso de Foul Play, escrita en 1869, junto con Dion Boucicault. La pieza fue un fracaso a medias; a pesar de lo cual, Reade produjo otra versión en solitario en 1877, bajo el título A Scuttled Ship, con un fracaso más pronunciado. Su mayor éxito como dramaturgo fue también su último intento en este campo, Drink, una adaptación de L'Assomoir de Émile Zola, producida en 1879. En ese año, su amiga Laura Seymour, que había mantenido la casa por él desde 1854, falleció. La salud de Reade se deterioró desde entonces. Para el momento de su muerte, dejó una novela completa inédita, A Perilous Secret.
Reade era un violinista aficionado y, entre sus trabajos, se encuentra un ensayo sobre los violines de Cremona bajo el título, A Lost Art Revived. Reade subtituló varias de su novelas como "A matter-of-fact romance;" haciendo referencia a la práctica de basar sus historias en gran medida en recortes de periódicos que empezó a coleccionar con este propósito en 1848. También condujo su propia investigación; por ejemplo, al observar prisiones personalmente, así como tomando prestado en varias ocasiones de las obras de otros novelistas.

## Reputación
Reade pasó de moda con el cambio de siglo —"es inusual encontrar a alguien que lo haya leído voluntariamente," escribió George Orwell en un ensayo sobre Reade—, pero durante el siglo XIX, Reade fue uno de los novelistas más populares de Inglaterra. Además, fue uno de los novelistas mejor pagados de Inglaterra; a pesar de lo cual, muchas librerías se negaron a vender sus libros alegando que eran indecentes. Por otra parte, no fue muy bien considerado por los críticos.
Durante su carrera, el prolífico Reade fue involucrado en varias disputas literarias relativas a acusaciones de plagio. Si bien se defendió fuertemente, invocó estándares de préstamo literario que eran más flexibles que los actuales. Reade es a menudo discutidos en estudios sobre la evolución de las actitudes hacia el plagio.

## Obras
- Masks and Faces (1852)
- Peg Woffington (1853)
- Christie Johnstone (1853)
- It Is Never Too Late to Mend (1856)
- Autobiography of a Thief (1858)
- Jack of All Trades (1858)
- Love Me Little, Love Me Long (1859)
- El Claustro y El Hogar (The Cloister and the Hearth) (1861)
- Hard Cash (1863)
- Griffith Gaunt (1866)
- Foul Play (1869)
- Put Yourself in His Place (1870)
- A Terrible Temptation (1871)
- Shilly-Shally (1872). Adaptación teatral no autorizada de Ralph the Heir de Anthony Trollope.[6]
- The Wandering Heir (1873)
- A Woman Hater (1877)
- A Perilous Secret (1884)

## Frases célebres
“Siembra un pensamiento y cosecharás un acto. Siembra un acto y cosecharás un hábito. Siembra un hábito y cosecharás un carácter. Siembra un carácter y cosecharás un destino”.